# Limnophora breviventris
Limnophora breviventris är en tvåvingeart som beskrevs av Stein 1915. Limnophora breviventris ingår i släktet Limnophora och familjen husflugor.
Artens utbredningsområde är Taiwan. Inga underarter finns listade i Catalogue of Life.